# Deux corbeaux nigauds
 (juillet 2020).
Pour plus de détails, voir Fiche technique et Distribution.
Deux corbeaux nigauds (Crows' Feat en anglais) est un cartoon américain Merrie Melodies de 1962 réalisé par Friz Freleng et Hawley Pratt. 